# Kimberly Williams (atleta)
Kimberly Williams (3 de noviembre de 1988) es una deportista jamaicana que compite en atletismo, especialista en la prueba de triple salto.
Ganó tres medallas en el Campeonato Mundial de Atletismo en Pista Cubierta entre los años 2014 y 2022.
Participó en tres Juegos Olímpicos de Verano, ocupando el sexto lugar en Londres 2012, el séptimo en Río de Janeiro 2016 y el octavo en Tokio 2020, en el triple salto.

## Palmarés internacional
| Campeonato Mundial en Pista Cubierta | Campeonato Mundial en Pista Cubierta | Campeonato Mundial en Pista Cubierta | Campeonato Mundial en Pista Cubierta |
| Año                                  | Lugar                                | Medalla                              | Prueba                               |
| ------------------------------------ | ------------------------------------ | ------------------------------------ | ------------------------------------ |
| 2014                                 | Sopot (Polonia)                      | Medalla de bronce                    | Triple salto                         |
| 2018                                 | Birmingham (Reino Unido)             | Medalla de plata                     | Triple salto                         |
| 2022                                 | Belgrado (Serbia)                    | Medalla de bronce                    | Triple salto                         |